# 163 Erigone
A 163 Erigone a Naprendszer kisbolygóövében található aszteroida. Henri Joseph Anastase Perrotin fedezte fel 1876. április 26-án.
2014. március 20-án a kisbolygó eltakarta a Regulus csillagot.